# Georges Loinger
Georges Loinger   (Estrasburg, 29 d'agost de 1910 - Neuilly-sur-Seine, 28 de desembre de 2018) va ser un membre de la resistència francesa durant la Segona Guerra Mundial. Mentre era presoner de guerra a Baviera l'any 1940, la seva dona, Flore Hélène Rosenzweig, el va alertar que acollia a casa seva a 125 nens després que els nazis haguessin detingut els seus pares. Loinger va aconseguir escapar-se, es va unir a la resistència i entre tots dos van organitzar una xarxa per amagar els nens entre cases d'acollida, famílies i institucions cristianes.
També va aconseguir passar 350 nens a Suïssa en una altra ocasió, i després de la guerra va ajudar a grups de supervivents de l'Holocaust a fugir cap a Palestina.
Va ser comandant de la Legió d'Honor i titular de la medalla de la Resistència i de la Creu de Guerra. El 2016 va rebre l'Orde al Mèrit de la República Federal Alemanya. Era cosí de l'actor Marcel Marceau. La seva germana Fanny Loinger també va ser membre de la resistència.